# Kompleks Gryzeldy
Kompleks Gryzeldy – kompleks wynikający z cierpliwości, posłuszeństwa, podporządkowania się kobiety despotycznemu, surowemu i wystawiającemu ją na próby partnerowi. 
Prawzorem jest bohaterka Dekameronu Giovanniego Boccaccia, w którym jeden z bohaterów - Gualtieri żeni się z córką prostego chłopa, ma z nią dwoje dzieci i stale poddaje próbom stałości uczuć (np. udaje, że polecił jej zabić dzieci, zamierza ożenić się z inną, wreszcie wypędza ją z domu, pozbawiając środków do życia). Widząc, że zwycięsko wychodzi z tych prób, a jej miłość do niego nie ma granic, wzywa ją do siebie i darzy miłością.